# Provincia marítima de Melilla
La provincia marítima de Melilla es una de las treinta provincias marítimas en que se divide el litoral español. Su matrícula es MLL y comprende el litoral de la ciudad autónoma de Melilla y las aguas circundantes de las islas Chafarinas, el peñón de Vélez de la Gomera y el peñón de Alhucemas.